# Колодій (хімія)

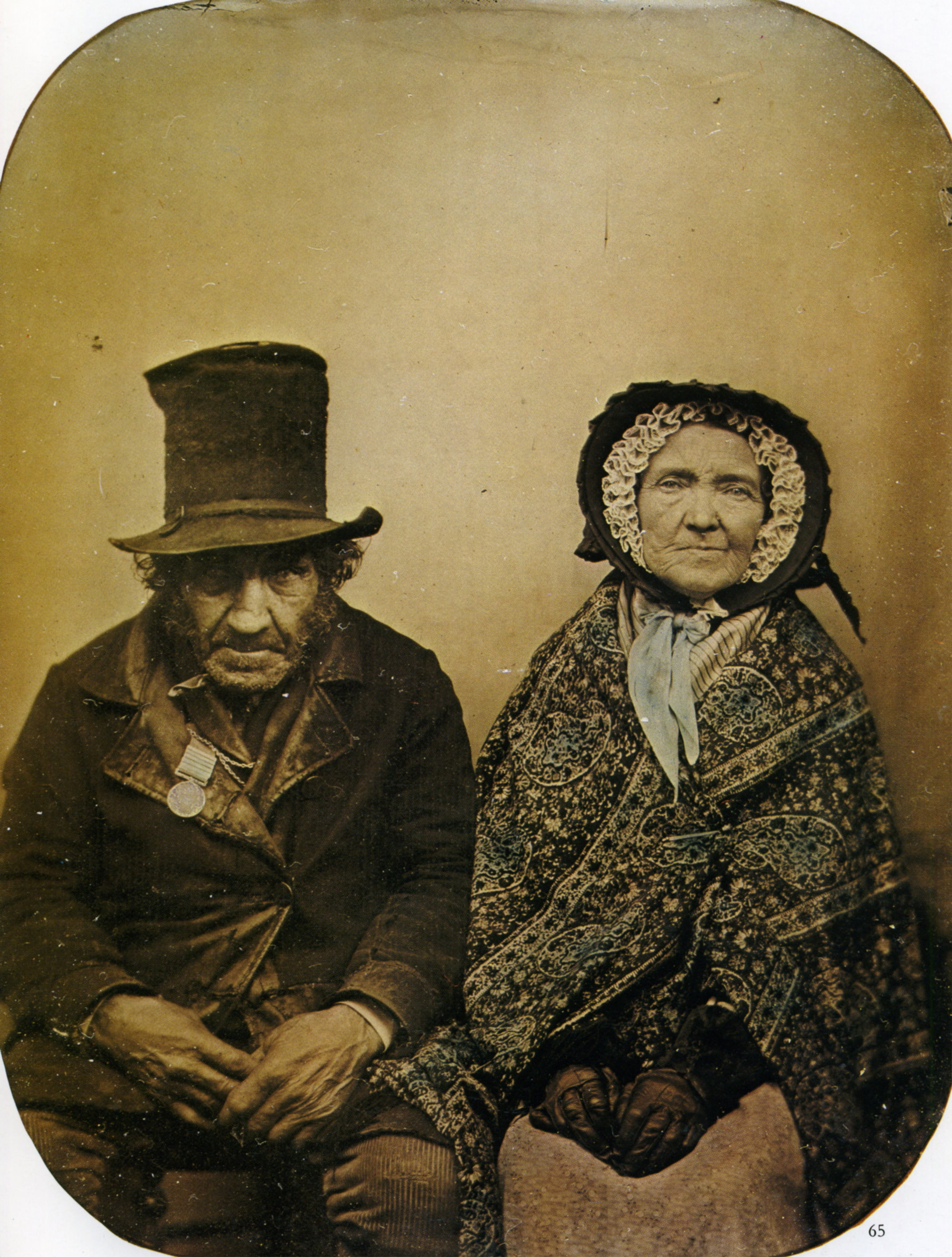
«Ветеран зі своєю дружиною», амбротип, автор невідомий, 1860-ті роки

Колóдій (лат. collodium < грец. κολλώδης — «клейкий», «в'язкий») — це легкозаймистий, сироподібний розчин піроксиліну (відомого також як «нітроцелюлоза») у етері та спирті. Існує два основні види колодію: еластичний та нееластичний. Еластичний колодій часто використовується у хірургічних пов'язках, або ж для закріплення цих пов'язок. Якщо його нанести на шкіру, колодій висихає і утворює еластичну нітроцелюлозну плівку. Хоча спочатку й безколірний, з часом він все-таки тьмяніє й набуває мутного забарвлення. Нееластичний колодій часто застосовується для театрального макіяжу.
Колодій знайшов застосування у фотографії, давши назву методу — «колодієвий процес». Фотознімки створювалися на скляних фотопластинах, на які попередньо наносився шар колодію.

## Історія
У 1846 році Луї-Ніколас Менар розробив суміш етеру (етоксіетану) — як розчиненої речовини, та етанолу — як розчинника. Суміш перетворювала нітрат целюлози на желейну субстанцію. Кінцева речовина отримала назву «колодій» (фр. collodion, від лат. collodium, що означає «клейкий», «в'язкий»).

## Фотозйомка із використанням вологих колодієвих пластин
У 1851 році англієць Фредерік Скотт Арчер виявив, що колодій може використовуватися як замінник яєчного білка (альбуміну) на скляних фотопластинах. Колодій зменшував час, потрібний для експонування знімка. Цей метод став відомим як «метод вологих колодієвих пластин», або просто — «метод вологого колодію». Колодій був порівняно безколірний, на ньому практично не була помітна зернистість, що давало змогу виконувати один із перших копіювальних процесів, а саме — продукувати негативи. Результатом цього процесу також ставали два типи позитивів: амбротип та феротип (також відомий як тинтайп).

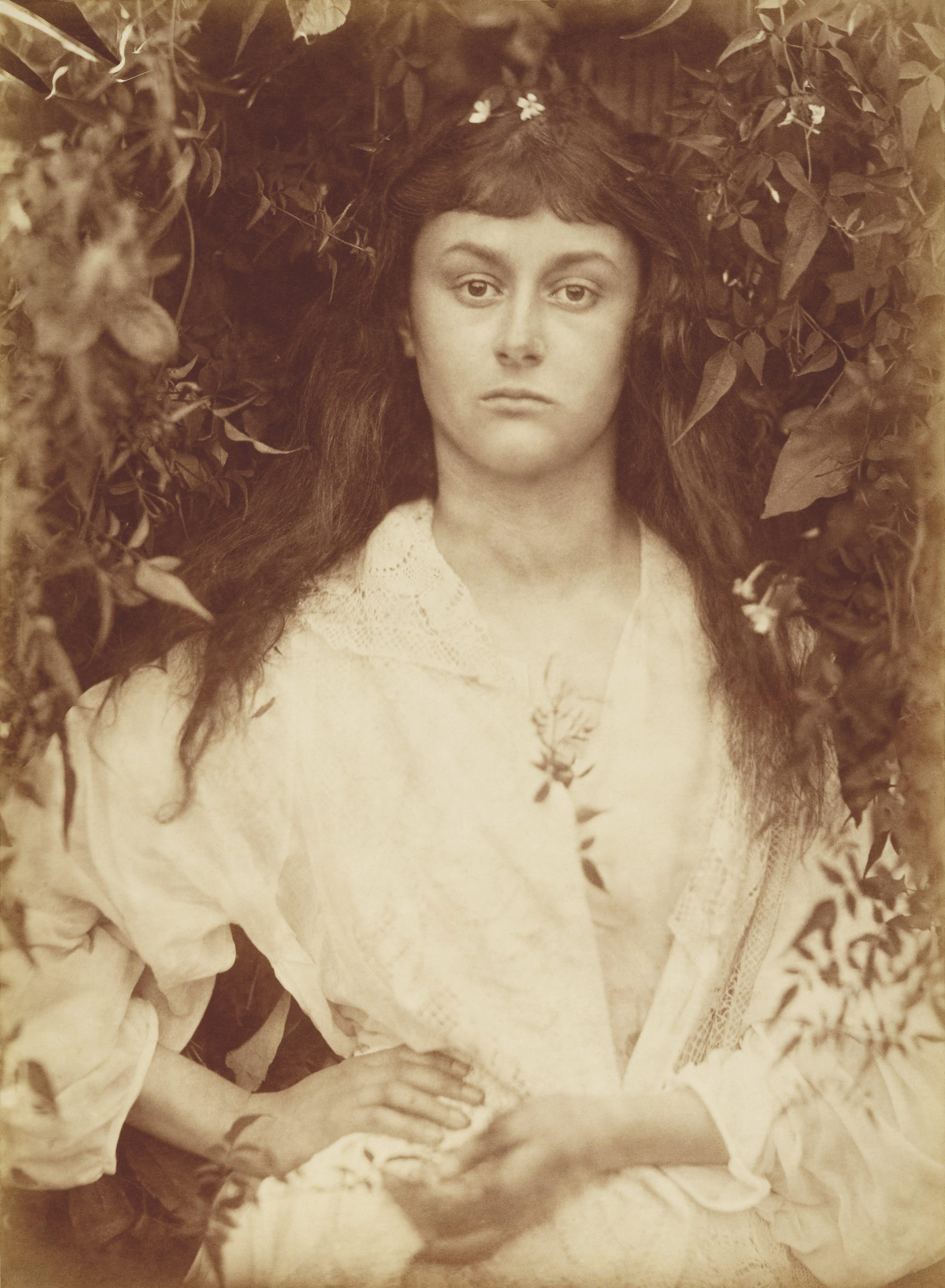
Джулія Маргарет Камерон, роздрук із волого-колодієвого негативу «Аліса Лідделл як молода жінка»

Процес вимагав значної майстерності. До нього входили такі кроки:
- Досконало очистити скляну фотопластину.
- На світлі полити «соленим» (йодид, бромід) колодієм скляну фотопластину, струшуючи нею таким чином, щоб рідина дісталася кожного кутка. Рештки речовини виливаються назад у баночку.
- Перемістити фотопластину у фотолабораторію, або під помаранчевий тент (фотопластина чутлива лише до блакитного світла) і занурити пластину у сенситизаційну ванночку із нітратом срібла (на 3-5 хв).
- Вийняти фотопластину із ванночки, висушити та витерти задню частину, помістити її у тримач фотопластин та захистити від світла за допомогою темної шторки (металевої або дерев'яної).
- Помістити тримач фотопластини у фотокамеру, вийняти темну шторку та розпочати експонування фотопластини (час варіюється від долі секунди — до декількох хвилин).
- Проявити пластинку (за допомогою проявника на основі сульфату заліза).
- Закріпити зображення (за допомогою ціанистого калію або тіосульфату натрію).[3]

Все це виконувалося за лічені хвилини, і деякі з цих кроків — в умовах неактинічного (червоного) освітлення, що означало, що фотографу доводилося мати при собі хімікати та переносну фотолабораторію, куди б він не вирушив. Після виконання всіх цих кроків фотопластину ще треба було прополоскати у свіжій воді. І врешті, її висушували та покривали лаком, виготовленим із сандараку, спирту та лавандової олії.
Темні тенти, які використовувалися на відкритому повітрі, це були в першу чергу невеличкі тенти, які кріпилися до пояса фотографа. В інших випадках — використовувалися спеціальні тачки, або ж кінь із критим возом.

## Сухі колодієві фотопластини

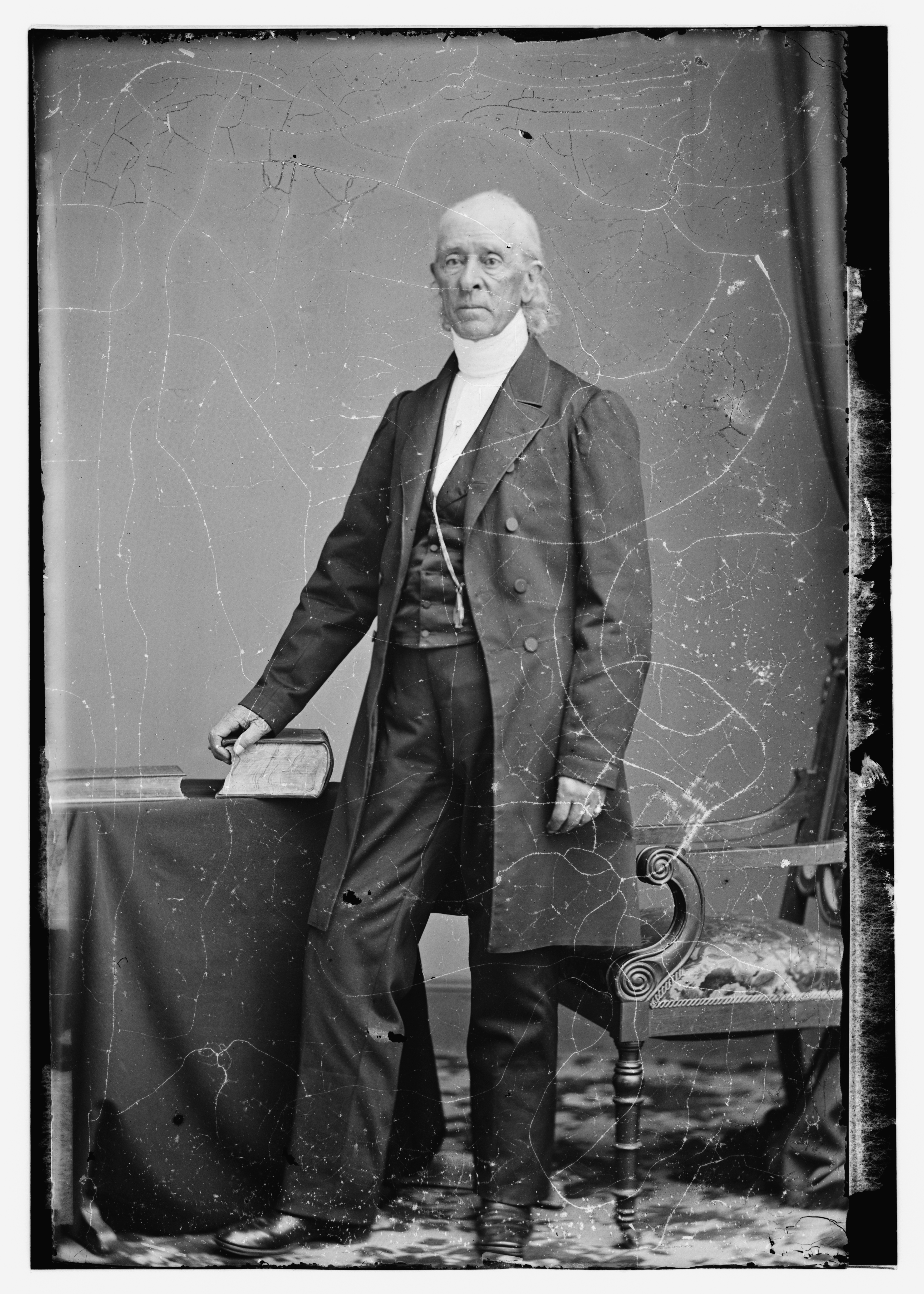
Девід Лівітт, бл. 1855 р., волого-колодієвий негатив, Бібліотека Конгресу

Річарда Норріса, доктора медицини та професора фізіології у Коледжі Квінз (Бірмінгем), прийнято вважати творцем першої сухої колодієвої пластини у 1860-х. У 1894 році він отримав новий патент на сухі фотопластини, які використовувалися у фотографії.

## Медичне застосування
- Велика кількість препаратів для усунення бородавок, складаються із оцтової та саліцилової кислоти на ацетоновій колодієвій основі. Вони використовуються для лікування бородавок за допомогою кератолізу.
- Розчин нітроцелюлози (піроксиліну) також використовується у продукції рідкого бандажу компанії «MedTech's NewSkin».

## Застосування в інших галузях
- Колодій широко використовується для приклеювання електродів до голови для електроенцефалограми.
- Нееластичний колодій використовується для театрального макіяжу, для досягнення різноманітних ефектів. При нанесенні на шкіру він стягується, оскільки розчинник (зазвичай етер або спирт) випаровується. Таким чином на обличчі утворюються зморшки, що дає змогу зображати старість або шрами.
- Колодій використовується для чищення оптики, такої як дзеркала телескопів. Його наносять на поверхню оптичних деталей, зазвичай одним або двома шарами. Іноді між цими шарами розміщують ще шматочок тоненької тканини, яка утримує колодій вкупі по всій площині, що пізніше полегшує його усунення. Після того як колодій висихає і утворює міцну плівку, яка покриває оптику, його обережно віддирають від скла, а разом з ним — і весь бруд, який був на оптиці.
- Колодій — це тип чистого піроксиліну, яким покривають лабораторні зразки для пізнішого розгляду їх під мікроскопом.
- Перебуваючи в Парижі, Рене Даґро ознайомився із процесами вологих колодієвих та сухих колодієво-альбумінових фотопластин, які він пізніше адаптував для своїх виробничих методів мікрофільмування та оптичної біжутерії Стенгоуп.
- Колодій був застосований Альфредом Нобелем для створення вибухової желатини — набагато потужнішої, еластичної та водонепроникної варіації його надзвичайно успішного творіння — динаміту.
- Деякі види лаку для нігтів також містять колодій.